# 黑邊九棘鱸
黑邊九棘鱸又稱黑邊九刺鮨、黑邊鰭鱠，俗名為大頭朱格、紅鷄公，為輻鰭魚綱鱸形目鱸亞目鮨科的其中一個種。

## 分布
本魚分布在印度太平洋區之熱帶或亞熱帶海域，包括日本南部、台灣、紅海、東非、法屬波里尼西亞、澳洲大堡礁等海域。

## 深度
水深10至150公尺。

## 特徵
本魚體為一致的橘紅色或橙黃色，上有不太明顯之黃斑或細黑點散布，背鰭、臀鰭及腹鰭之末端色較為深紅或濃黃；尾鰭上下外緣透明。背鰭硬棘4枚，軟條15至16枚，臀鰭硬棘3枚，軟條9枚；腹鰭腹位，末端不及肛門開口；胸鰭長於腹鰭，中央之鰭條長於上下方之鰭條；尾鰭圓形。圓形眼小，短於吻長。口大；上頜稍能活動，可向前伸出，末端延伸之眼後之下方；上下頜前端具小犬齒，下頜內側齒尖銳，排列不規則，可向內倒狀；鋤骨和腭骨具絨毛狀齒。體被細小櫛鱗；側線鱗孔數47至52枚；縱列鱗數87至100枚。體長可達60公分。

## 生態
本魚棲息在較深的岩礁或珊瑚礁中，以其他魚類、甲殼類為食物。

## 經濟利用
為相當而昂貴的經濟魚類，適合煮清湯，滋味佳。